# Zdravko Radić
Zdravko Radić, né le 24 juin 1979 à Kotor, est un joueur de water-polo international monténégrin évoluant au club italien du SS Lazio Nuoto et en équipe nationale du Monténégro.

## Palmarès

### En sélection
| - Serbie-et-Monténégro - Championnat du monde - Vainqueur : 2005. |  | - Monténégro - Championnat du monde - Finaliste : 2013. - Championnat d'Europe : - Vainqueur : 2008. - Finaliste : 2012. |